# David Teniers I (starszy)

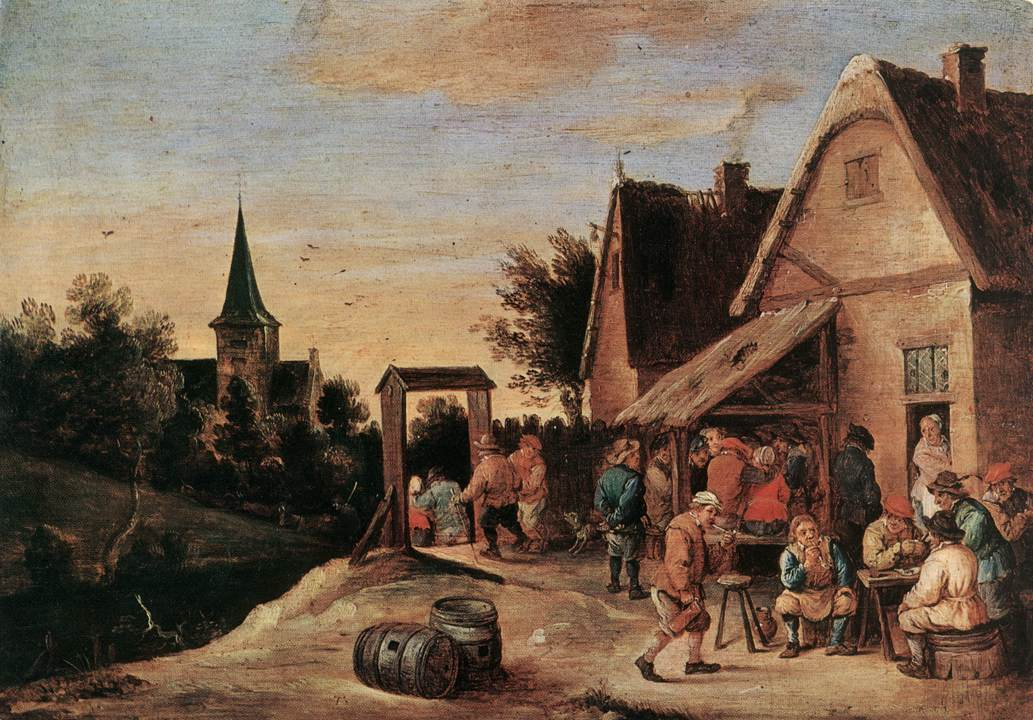
Święto na wsi

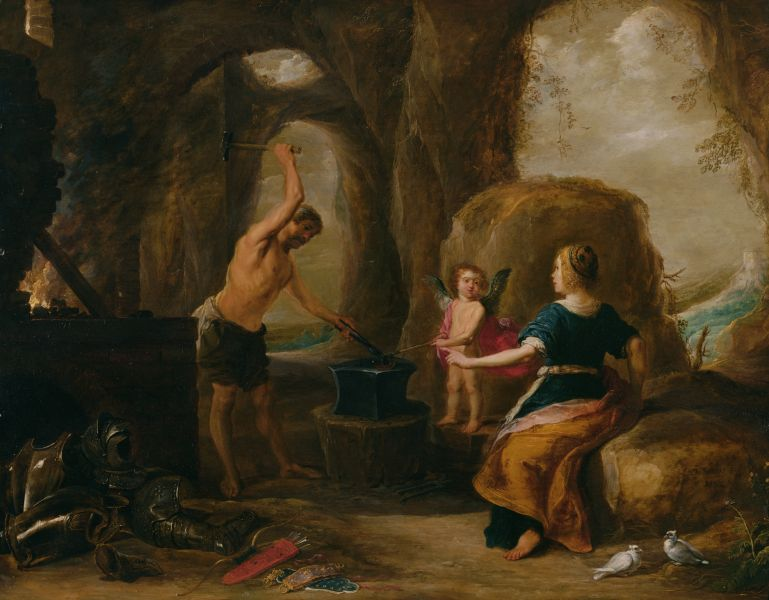
Wenus w kuźni Wulkana

David Teniers (starszy) (ur. 1582 w Antwerpii, zm. 29 lipca 1649 tamże) – flamandzki malarz i rysownik okresu baroku.
Był uczniem swojego brata Juliana I, Rubensa i Adama Elsheimera. W l. 1597-1605 przebywał w Rzymie. W 1606 został mistrzem w antwerpskiej gildii św. Łukasza. Zajmował się też handlem obrazami. Malował obrazy o tematyce religijnej oraz kompozycje rodzajowe.
Malarzami byli również jego czterej synowie – David Teniers II (1610-1690), Julien Teniers II (1616-1649), Abraham Teniers (1629-1670) i Theodoor Teniers (1619-1697).

## Wybrane dzieła
- Alchemik – 1640-50, 44 × 58 cm, Galleria Palatina, Florencja
- Chrystus w Ogrójcu – ok. 1617, Kościół św. Pawła, Antwerpia
- Cud świętego Pawła na Malcie – 1620-23, 54 × 83 cm, Ermitaż, Sankt Petersburg
- Hołd Trzech Króli – Suermondt Ludwig Museum, Akwizgran
- Pejzaż z ucieczką do Egiptu – Nationalmuseum, Sztokholm
- Św. Piotr podczas burzy na jeziorze Genezaret – przed 1623, Ermitaż, Sankt Petersburg
- Święto na wsi – Accademia Carrara, Bargamo
- Wenus w kuźni Wulkana – 1638, 47 × 60 cm, National Museum of Western Art, Tokio